# Hans-Emil Schuster
Hans-Emil Schuster (19. září 1934 Hamburk – 20. prosince 2024) byl německý astronom a objevitel řady komet, planetek a dalších astronomických objektů. Nejprve pracoval na observatoři ve čtvrti Bergedorf v Hamburku, později dlouho působil v Evropské jižní observatoři (ESO), kde posléze byl ředitelem nové observatoře La Silla v Chille. Mezi komety, které objevil, patří 106P/Schuster a C/1976 D2. Objevil celkem 25 planetek a naopak na jeho počest a za přínos ke zkoumání planetek byla po něm pojmenována planetka 2018 Schuster. Dále objevil supernovu, kulovou hvězdokupu Eridanus a společně s dánským astronomem Richardem Martinem Westem objevili trpasličí galaxii Fénix v souhvězdí stejného jména.

## Život a kariéra

### Mládí a observatoř vHamburku
Hans-Emil Schuster se narodil v roce 1934 v  Hamburku. Po dokončení studií pracoval v letech 1958 až 1964 na observatoři v Hamburku, ve čtvrti Bergedorf (kde později velkou část své kariéry pracoval také český astronom Luboš Kohoutek).

### Kariéra vESO
V říjnu 1964 nastoupil na observatoř La Silla v Chile, která vznikla nedlouho předtím jako první část Evropské jižní observatoře (ESO). Mezi hlavní důvody založení Evropské jižní observatoře patřily jak výborné pozorovací podmínky ve vysokohorských pouštních oblastech Chile, tak současně fakt, že obloha jižní polokoule byla do té doby astronomy mnohem méně prozkoumána.
Hans-Emil Schuster se později stal ředitelem observatoře La Silla a podílel se rovněž na průzkumu a výběru nové lokality, kde byla posléze postavena observatoř Paranal, další významná část Evropské jižní observatoře. Spolupracoval také na dvou rozsáhlých výzkumech jižní oblohy. Výzkum „Quick-Blue Survey“, dokončený v roce 1978, byl první rozsáhlý a systematický výzkum celé jižní oblohy v optickém spektru. Na něj později navázal výzkum „Red Sky Survey“. V říjnu 1991 Hans-Emil Schuster odešel do důchodu.

### Ocenění a vyznamenání
- Planetka s provizorním označením 1931 UC, kterou objevil Karl Wilhelm Reinmuth v Heidelbergu, byla na jeho počest pojmenována 2018 Schuster.
- V roce 2011 mu za jeho zásadní přínos k rozvoji astronomie v Chile bylo uděleno nejvyšší chilské státní vyznamenaní, které může cizinec získat: Řád Bernarda O'Higginse (španělsky Orden de Bernardo O'Higgins).

### Osobní život
Od roku 1982 byl Hans-Emil Schuster ženatý. Jeho manželkou byla Rosemarie Schuster, rozená von Holt (28. března 1935 – 18. září 2006).

## Přehled objevů

### Objevené komety
Objevil periodickou kometu 106P/Schuster a rovněž také kometu C/1976 D2 (v dobové nomenklatuře byla známá jako kometa 1975 II nebo také 1976c), která se vyznačuje velkou perihéliovou vzdáleností 6,88 astronomických jednotek,, což v té době bylo největší dosud zjištěné perihélium u objektů tohoto typu.

### Trpasličí galaxie Fénix
Hans-Emil Schuster společně s dánským astronomem Richardem Martinem Westem objevili v roce 1976 nepravidelnou trpasličí galaxii Fénix. Nejprve ji však nesprávně označili jako kulovou hvězdokupu. Jméno této galaxie je odvozeno podle toho, že se nachází v souhvězdí Fénixe na jižní obloze, přibližně 1,44 miliónu světelných let od Země.

### Kulová hvězdokupa Eridanus
V roce 1976 také objevil kulovou hvězdokupu Eridanus (C 0422−213) v souhvězdí Eridanus, jednu z nejvzdálenějších kulových hvězdokup v galaktickém halo (nachází se asi 294 200 světelný let daleko). Nalezl ji na fotografiích pořízených Schmidtovým teleskopem o průměru 1 metr, který byl instalován na Evropské jižní observatoři.

### Supernova vgalaxii NGC 1255
V roce 1980 rovněž objevil supernovu typu II (má Balmerovy čáry vodíku) v galaxii NGC 1255. Naproti tomu tzv. „Schusterova spirála“ (Horologium Dwarf) není pojmenována po něm, ale po jiné osobě s příjmením Schuster.

### Seznam objevených planetek
Hans-Emil Schuster podle dat z Minor Planet Center objevil celkem 25 planetek, jejichž přehled s odkazem na základní data je uveden v tabulce níže. Mezi nimi zejména planetku 2329 Orthos patřící do Apollonovy skupina planetek a dále několik planetek Amorovy skupiny: 2608 Seneca, 3271 Ul, 3288 Seleucus a 3908 Nyx. Objevil také blízkozemní planetku 161989 Cacus, která se později ztratila a byla znovu nalezena až v roce 2003.
| Název               | Datum        | Základní parametry planetek |
| ------------------- | ------------ | --------------------------- |
| 2105 Gudy           | 29. 2. 1976  | Seznam planetek: parametry  |
| 2234 Schmadel       | 27. 4. 1977  | Seznam planetek: parametry  |
| 2275 Cuitlahuac     | 16. 6. 1979  | Seznam planetek: parametry  |
| 2329 Orthos         | 19. 11. 1976 | Seznam planetek: parametry  |
| 2608 Seneca         | 17. 2. 1978  | Seznam planetek: parametry  |
| 3266 Bernardus      | 11. 8. 1978  | Seznam planetek: parametry  |
| 3271 Ul             | 14. 9. 1982  | Seznam planetek: parametry  |
| 3288 Seleucus       | 28. 2. 1982  | Seznam planetek: parametry  |
| 3398 Stättmayer     | 10. 8. 1978  | Seznam planetek: parametry  |
| 3496 Arieso         | 5. 9. 1977   | Seznam planetek: parametry  |
| 3908 Nyx            | 6. 8. 1980   | Seznam planetek: parametry  |
| 4761 Urrutia        | 27. 8. 1981  | Seznam planetek: parametry  |
| 6163 Reimers        | 16. 3. 1977  | Seznam planetek: parametry  |
| 6261 Chione         | 30. 11. 1976 | Seznam planetek: parametry  |
| 6847 Kunz-Hallstein | 5. 9. 1977   | Seznam planetek: parametry  |
| 7215 Gerhard        | 16. 3. 1977  | Seznam planetek: parametry  |
| 10454 Vallenar      | 9. 7. 1978   | Seznam planetek: parametry  |
| 10669 Herfordia     | 16. 3. 1977  | Seznam planetek: parametry  |
| 11001 Andrewulff    | 16. 6. 1979  | Seznam planetek: parametry  |
| 11789 Kempowski     | 5. 9. 1977   | Seznam planetek: parametry  |
| 12211 Arnoschmidt   | 28. 5. 1981  | Seznam planetek: parametry  |
| 26074 Carlwirtz     | 8. 10. 1977  | Seznam planetek: parametry  |
| 46514 Lasswitz      | 15. 5. 1977  | Seznam planetek: parametry  |
| 73640 Biermann      | 5. 9. 1977   | Seznam planetek: parametry  |
| 161989 Cacus        | 8. 2. 1978   | Seznam planetek: parametry  |